# الصوت (سلسلة تلفزيونية)
الصوت (بالكورية: 보이스)؛ هي سلسلة تلفزيونية أصلية تنتجها أو سي إن بتنسيق مع قسم استوديو دراغون وهي شركة شقيقة لها (بإستثناء الموسم 4، عرضت السلسلة لأول مرة في 14 يناير 2017. واختتم الموسم الأول في 12 مارس. وبث الموسم الثاني من 11 أغسطس إلى 16 سبتمبر 2018. والموسم الثالث من 11 مايو إلى 30 يونيو 2019. وعرض الموسم رابع من 18 يونيو إلى 31 يوليو 2021.

## نظرة عن السلسلة
| لموسم | لموسم | الحلقات | الحلقات | نظرة عامة على السلسلة | نظرة عامة على السلسلة | نظرة عامة على السلسلة | نظرة عامة على السلسلة   | نظرة عامة على السلسلة |
| لموسم | لموسم | الحلقات | الحلقات | بثت لأول مرة          | بثت آخر مرة           | التقييمات             | معدل المشاهدة بالملايين | القناة                |
| ----- | ----- | ------- | ------- | --------------------- | --------------------- | --------------------- | ----------------------- | --------------------- |
|       | 1     | 16      | 16      | 14 يناير 2017         | 12 فبراير 2017        | 5.406%                | غ/م                     | أو سي إن              |
|       | 2     | 12      | 12      | 11 أغسطس 2018         | 16 سبتمبر 2018        | 7.086%                | 1.447                   | أو سي إن              |
|       | 3     | 16      | 16      | 11 مايو 2019          | 30 يونيو 2019         | 5.517%                | 1.158                   | أو سي إن              |
|       | 4     | 14      | 14      | 18 يونيو 2021.        | 31 يوليو 2021         | 4.372%                | 0.981                   | تي في إن              |

## ملخص
تتحدث الدراما عن فريق خاص في وحده الشرطة شكلته ضابطة شرطة الملازم كانغ كوون جو (لي هانا) قامت بضم عديد من الافراد ذو الخبرة، هدف الفريق الأول هو تعامل مع أكثر الجرائم وحشية والإمساك بالقتلى المجهولين.

## بطولة
- جانغ هيوك بدور مين جين هيوك (موسم 1)
- لي ها نا بدور كانغ كوون جو (4 مواسم)
- لي جين ووك بدور دو كانغ وو (موسم 2–3)
- سونغ سيونغ هون بدور ديريك جو (موسم 4).[9]
- سون اون سيو بدور بارك أون سوو (4 مواسم).[10]

## الاستقبال
في يوليو 2019، أعلنت OCN انها باعت حقوق السلسلة لي 56 دولة، منها الولايات المتحدة وكندا وفرنسا وسويسرا وهونغ كونغ وسنغافورة وغيرها، لتصبح واحدة من السلاسل الأعلى مبيعًا في تاريخ الأعمال الكورية الجنوبية.

### ردود الفعل
في منتصف عرض المسلسل، تم تقديم الدراما لمراجعة هيئة الرقابة الكورية بسبب شكاوى المشاهدين بسبب مشاهد العنف المفرطة. وأصدرت الهيئة فيما بعد تحذيرات لشبكة. مما دفع شبكة أو سي إن بتغير التصنيف العمري من 15+ إلى 19+ للحلقات 11 و12 و16.
حطم الموسم الأول أرقامًا قياسية لشبكة أو سي إن في كوريا الجنوبية، إنها واحدة من أعلى الأعمال الدرامية تقييمًا في تاريخ تلفزيون الكابل الكوري (القنوات الخاصة) واحتلت المرتبة الأولى بين الدراما التلفزيونية الكبلية لعدة أسابيع متتالية.
سجل الموسم الثاني عند العرض الأول له أرقامًا قياسية لأعلى تصنيف عرض أولي لمسلسل تلفزيوني على أو سي إن. على الرغم من أقصر حلقاته، فقد تجاوز الموسم الثاني تقييمات الموسم الأول، وأصبح في النهاية المسلسل التلفزيوني الأعلى تقييما لشبكة أو سي إن، متجاوزا مسلسل النفق (2017) الذي كان يحتفظ بالمركز الأول.

### الموسم 4
حقق الموسم 4 نسبة مشاهدة جيدة جداً خلال بثه، كانت الحلقة الأخيرة التي بثت في 31 يوليو 2021، هي الاعلى مشاهدة محققة 4.372% مع 1.2 مليون مشاهد قد شاهد الحلقة.
مقارنة بالموسم 2، الذي قد حقق أكثر من 1.9 مليون مشاهدة في الحلقة الأخيرة.

## المشاهدات
| الموسم | الموسم | رقم الحلقة | رقم الحلقة | رقم الحلقة | رقم الحلقة | رقم الحلقة | رقم الحلقة | رقم الحلقة | رقم الحلقة | رقم الحلقة | رقم الحلقة | رقم الحلقة | رقم الحلقة | رقم الحلقة | رقم الحلقة | رقم الحلقة | رقم الحلقة | المتوسط |
| الموسم | الموسم | 1          | 2          | 3          | 4          | 5          | 6          | 7          | 8          | 9          | 10         | 11         | 12         | 13         | 14         | 15         | 16         | المتوسط |
| ------ | ------ | ---------- | ---------- | ---------- | ---------- | ---------- | ---------- | ---------- | ---------- | ---------- | ---------- | ---------- | ---------- | ---------- | ---------- | ---------- | ---------- | ------- |
|        | 2      | 1.128      | 1.362      | 1.388      | 1.501      | 1.502      | 1.620      | 0.652      | 1.499      | 1.289      | 1.816      | 1.650      | 1.957      | غ/م        | غ/م        | غ/م        | غ/م        | 1.447   |
|        | 3      | 0.876      | 1.380      | 1.064      | 1.192      | 1.006      | 1.438      | 1.092      | 1.180      | 1.079      | 1.220      | 0.939      | 1.177      | 1.012      | 1.271      | 1.060      | 1.534      | 1.158   |
|        | 4      | 0.777      | 0.915      | 0.878      | 0.998      | 0.955      | 1.054      | 0.987      | 0.994      | 0.938      | 1.113      | 1.027      | 0.920      | 0.930      | 1.251      | غ/م        | غ/م        | 0.981   |

### الموسم 1
| متوسط تقييمات مشاهدة التلفزيون (الموسم 1) | متوسط تقييمات مشاهدة التلفزيون (الموسم 1) | متوسط تقييمات مشاهدة التلفزيون (الموسم 1) | متوسط تقييمات مشاهدة التلفزيون (الموسم 1) | متوسط تقييمات مشاهدة التلفزيون (الموسم 1) |
| رقم                                       | تاريخ البث                                | متوسط حصة الجمهور                         | متوسط حصة الجمهور                         | متوسط حصة الجمهور                         |
| رقم                                       | تاريخ البث                                | TNmS                                      | AGB Nielsen                               | AGB Nielsen                               |
| رقم                                       | تاريخ البث                                | على الصعيد الوطني                         | على الصعيد الوطني                         | سيئول                                     |
| ----------------------------------------- | ----------------------------------------- | ----------------------------------------- | ----------------------------------------- | ----------------------------------------- |
| 1                                         | 14 يناير2017                              | 1.6%                                      | 2.346%                                    | 2.397%                                    |
| 2                                         | 15 يناير2017                              | 2.1%                                      | 2.986%                                    | 2.267%                                    |
| 3                                         | 21 يناير 2017                             | 4.9%                                      | 5.406%                                    | 5.383%                                    |
| 4                                         | 22 يناير 2017                             | 2.9%                                      | 3.226%                                    | 2.967%                                    |
| 5                                         | 4 فبراير 2017                             | 4.3%                                      | 5.339%                                    | 5.540%                                    |
| 6                                         | 5 فبراير 2017                             | 3.1%                                      | 4.236%                                    | 3.130%                                    |
| 7                                         | 11 فبراير 2017                            | 4.4%                                      | 4.032%                                    | 3.541%                                    |
| 8                                         | 12 فبراير 2017                            | 4.0%                                      | 4.663%                                    | 4.354%                                    |
| 9                                         | 18 فبراير 2017                            | 4.4%                                      | 4.974%                                    | 5.380%                                    |
| 10                                        | 19 فبراير 2017                            | 4.3%                                      | 5.358%                                    | 5.956%                                    |
| 11                                        | 25 فبراير 2017                            | 4.1%                                      | 4.192%                                    | 4.396%                                    |
| 12                                        | 26 فبراير 2017                            | 4.3%                                      | 4.654%                                    | 5.203%                                    |
| 13                                        | 4 مارس 2017                               | 4.0%                                      | 3.886%                                    | 4.061%                                    |
| 14                                        | 5 مارس 2017                               | 3.9%                                      | 5.132%                                    | 4.948%                                    |
| 15                                        | 11 مارس 2017                              | 3.4%                                      | 4.222%                                    | 4.758%                                    |
| 16                                        | 12 مارس 2017                              | 4.4%                                      | 5.055%                                    | 5.601%                                    |
| المعدل                                    | المعدل                                    | 3.8%                                      | 4.357%                                    | 4.368%                                    |

### الموسم 2
| متوسط تقييمات مشاهدة التلفزيون (الموسم 2) | متوسط تقييمات مشاهدة التلفزيون (الموسم 2) | متوسط تقييمات مشاهدة التلفزيون (الموسم 2) | متوسط تقييمات مشاهدة التلفزيون (الموسم 2) | متوسط تقييمات مشاهدة التلفزيون (الموسم 2) |
| رقم                                       | تاريخ البث                                | متوسط حصة الجمهور                         | متوسط حصة الجمهور                         | متوسط حصة الجمهور                         |
| رقم                                       | تاريخ البث                                | AGB Nielsen                               | AGB Nielsen                               | TNmS                                      |
| رقم                                       | تاريخ البث                                | على الصعيد الوطني                         | سيئول                                     | على الصعيد الوطني                         |
| ----------------------------------------- | ----------------------------------------- | ----------------------------------------- | ----------------------------------------- | ----------------------------------------- |
| 1                                         | 11 أغسطس 2018                             | 3.938%                                    | 4.579%                                    | 4.2%                                      |
| 2                                         | 12 أغسطس 2018                             | 4.699%                                    | 5.553%                                    | 5.0%                                      |
| 3                                         | 18 أغسطس 2018                             | 4.462%                                    | 5.165%                                    | 4.9%                                      |
| 4                                         | 19 أغسطس 2018                             | 4.950%                                    | 5.737%                                    | 5.8%                                      |
| 5                                         | 25 أغسطس 2018                             | 5.156%                                    | 5.627%                                    | 5.8%                                      |
| 6                                         | 26 أغسطس 2018                             | 5.427%                                    | 5.599%                                    | 6.4%                                      |
| 7                                         | 1 سبتمبر 2018                             | 2.440%                                    | 2.647%                                    | —                                         |
| 8                                         | 2 سبتمبر 2018                             | 5.119%                                    | 5.670%                                    | —                                         |
| 9                                         | 8 سبتمبر 2018                             | 4.389%                                    | 4.526%                                    | —                                         |
| 10                                        | 9 سبتمبر 2018                             | 6.001%                                    | 7.388%                                    | —                                         |
| 11                                        | 15 سبتمبر 2018                            | 5.506%                                    | 5.999%                                    | 6.8%                                      |
| 12                                        | 16 سبتمبر 2018                            | 7.086%                                    | 8.275%                                    | 8.4%                                      |
| المعدل                                    | المعدل                                    | 4.931%                                    | 5.564%                                    | —                                         |

### الموسم 3
| متوسط تقييمات مشاهدة التلفزيون (الموسم 3) | متوسط تقييمات مشاهدة التلفزيون (الموسم 3) | متوسط تقييمات مشاهدة التلفزيون (الموسم 3) | متوسط تقييمات مشاهدة التلفزيون (الموسم 3) |
| رقم                                       | تاريخ البث                                | متوسط حصة الجمهور (AGB Nielsen)           | متوسط حصة الجمهور (AGB Nielsen)           |
| رقم                                       | تاريخ البث                                | على الصعيد الوطني                         | سيئول                                     |
| ----------------------------------------- | ----------------------------------------- | ----------------------------------------- | ----------------------------------------- |
| 1                                         | 11 مايو 2019                              | 3.174%                                    | 4.161%                                    |
| 2                                         | 12 مايو 2019                              | 4.979%                                    | 6.000%                                    |
| 3                                         | 18 مايو 2019                              | 3.762%                                    | 4.656%                                    |
| 4                                         | 19 مايو 2019                              | 4.477%                                    | 5.835%                                    |
| 5                                         | 25 مايو 2019                              | 3.501%                                    | 4.510%                                    |
| 6                                         | 26 مايو 2019                              | 5.357%                                    | 6.529%                                    |
| 7                                         | 1 يونيو 2019                              | 3.862%                                    | 5.357%                                    |
| 8                                         | 2 يونيو 2019                              | 4.370%                                    | 5.574%                                    |
| 9                                         | 8 يونيو 2019                              | 3.972%                                    | 5.149%                                    |
| 10                                        | 9 يونيو 2019                              | 4.441%                                    | 5.615%                                    |
| 11                                        | 15 يونيو 2019                             | 3.445%                                    | 4.643%                                    |
| 12                                        | 16 يونيو 2019                             | 4.477%                                    | 5.863%                                    |
| 13                                        | 22 يونيو 2019                             | 3.885%                                    | 5.392%                                    |
| 14                                        | 23 يونيو 2019                             | 4.808%                                    | 5.970%                                    |
| 15                                        | 29 يونيو 2019                             | 4.054%                                    | 5.509%                                    |
| 16                                        | 30 يونيو 2019                             | 5.517%                                    | 6.366%                                    |
| المعدل                                    | المعدل                                    | 4.255%                                    | 5.446%                                    |

### الموسم 4
| متوسط تقييمات مشاهدة التلفزيون (الموسم 4) | متوسط تقييمات مشاهدة التلفزيون (الموسم 4) | متوسط تقييمات مشاهدة التلفزيون (الموسم 4) | متوسط تقييمات مشاهدة التلفزيون (الموسم 4) |
| رقم                                       | تاريخ البث                                | متوسط حصة الجمهور (AGB Nielsen)           | متوسط حصة الجمهور (AGB Nielsen)           |
| رقم                                       | تاريخ البث                                | على الصعيد الوطني                         | سيئول                                     |
| ----------------------------------------- | ----------------------------------------- | ----------------------------------------- | ----------------------------------------- |
| 1                                         | 18 يونيو 2021                             | 3.155% (2nd)                              | 3.355% (2nd)                              |
| 2                                         | 19 يونيو 2021                             | 3.205% (2nd)                              | 3.248% (2nd)                              |
| 3                                         | 25 يونيو 2021                             | 3.391% (1st)                              | 3.728% (1st)                              |
| 4                                         | 26 يونيو 2021                             | 3.885% (2nd)                              | 4.245% (2nd)                              |
| 5                                         | 2 يوليو 2021                              | 3.815% (1st)                              | 4.320% (1st)                              |
| 6                                         | 3 يوليو 2021                              | 3.964% (2nd)                              | 4.142% (2nd)                              |
| 7                                         | 9 يوليو 2021                              | 3.658% (1st)                              | 4.237% (1st)                              |
| 8                                         | 10 يوليو 2021                             | 3.685% (2nd)                              | 3.619% (3rd)                              |
| 9                                         | 16 يوليو 2021                             | 3.227% (1st)                              | 3.393% (1st)                              |
| 10                                        | 17 يوليو 2021                             | 4.001% (2nd)                              | 4.164% (2nd)                              |
| 11                                        | 23 يوليو 2021                             | 3.762% (1st)                              | 3.876% (1st)                              |
| 12                                        | 24 يوليو 2021                             | 3.294% (3rd)                              | 3.345% (3rd)                              |
| 13                                        | 30 يوليو 2021                             | 3.418% (2nd)                              | 3.509% (2nd)                              |
| 14                                        | 31 يوليو 2021                             | 4.372%(2nd)                               | 4.513%(2nd)                               |
| المعدل                                    | المعدل                                    | 3.631%                                    | 3.835%                                    |

## الجوائز والترشيحات
| سنة  | جائزة                            | فئة                | متلقي     | نتيجة | المرجع. |
| ---- | -------------------------------- | ------------------ | --------- | ----- | ------- |
| 2017 | جوائز النجم الساطع للفيلم الكوري | جائزة نجمة الدراما | جانغ هيوك | فوز   | [ 34 ]  |

## الإنتاج
في 2 نوفمبر 2017 أكد مصدر من أو سي إن عن إنتاج الموسم الثاني من المسلسل، في 17 أبريل 2018 أعلن تاكيد تمثيل لي هانا لدور الرئيسي مرة أخرى، وأن الممثل لي جين ووك سينضم للموسم الثاني كقائد جديد للفريق الذهبي، باعتباره كبديل لدور الممثل جانغ هيوك، أعلنت أو سي إن عن موسم ثالث سيتم بثه في النصف الأول من عام 2019 وأكدت تمثيل كل من لي هانا ولي جين ووك بنفس أدوارهما مرة أخرى.
تمت القراءة الأولى للنص في 23 مايو 2018 في إستوديو درغون في سان دام دونغ، سيول، كوريا الجنوبية.
خلال المؤتمر الصحفي للموسم الثاني قال المخرج لي سيونغ يونغ أن الموسم الثالث سيتضمن 12.

### صناعة
المواسم الثلاثة:
- تخطيط : أو سي إن & استوديو دراغون
- فريق العمل: KeyEast (S3) & Content K (S1-2).
- كتابة واخراج: السلسلة من كتابة ما جين ومن إخراج مختلف المخرجون والابداعيين من قسم استوديو دراغون أو CJ, &ENM.

### الموسم 4[38]
- التخطيط العام: قسم CJ ENM Media).[39]
- تخطيط الانتاج : استوديو دراغون.[40]
- فريق الإنتاج: VOICES PRODUCTION .
- كتابة واخراج: المسلسل من كتابة ما جين وون التي كتبت السلسلة ومن أخراج شين يونغ هوي الذي اخرج مسلسلات مثل أنفق لعام 2017 والصليب لعام 2018.[41][42][43]

### عن الإنتاج
في 19 أكتوبر 2020، أفادت وسائل إخبارية أن سلسلة «الصوت» كانت قيد المناقشة للعودة بموسمها الرابع، والذي كان بهدف إلى أن يكون العرض الأول له في يونيو من عام 2021.
في وقت لاحق، أكدت أو سي إن رسميًا أن الدراما الشهيرة من المقرر أن تعود لموسم آخر في عام 2021، لكن موعد عرضها الأول لم يُحَدد بعد.
وقال متحدث من الشبكة، "من المقرر عرض موسم جديد من دراما «الصوت» العام المقبل.
في 29 مارس، أكدت أو سي إن أن سونغ سيونغ هون ولي هانا سوف يلعبان دور البطولة في «الصوت 4»، والذي سيعرض في يونيو 2021، سيواجه «الفريق الذهبي» ي الموسم القادم قاتلًا شريرًا يتمتع بقدرات سمعية غير عادية.
في الاخير قد تم نقل «الصوت 4» من أو سي إن إلى تي في إن بواسطة الشركة الأم سي جاي إي أند إم حسب الشائعات الواردة، يتركز الاهتمام على ما إذا كان بإمكان «الصوت 4»، الذي انتقل من OCN إلى tvN ، كتابة تاريخ جديد مع tvN، مع الحفاظ على سمعة سلسلة OCN الأصلية.

## اقتباسات
في يوليو 2019 أُعلن عن نسخة جديدة يابانية بعنوان «غرفة التحكم الصوتي 110 للطوارئ» تُبَث على قناة Nippon TV في الساعة 10 مساءً.
في نوفمبر 2019 أعلن عن إعادة إنتاج نسخة تايلاندية تحمل اسم Voice สัมผัส เสียง على True4U وهي قناة تلفزيونية أرضية رقمية.

## روابط خارجية
- الموقع الرسمي
 (الموسم 1)
- الموقع الرسمي
 (الموسم 2)
- الموقع الرسمي
 (الموسم 3)
- الموقع الرسمي
 (الموسم 4)
- الصوت على هانسينما (الموسم 1)
- الصوت على هانسينما (الموسم 2)
- الصوت على هانسينما (الموسم 3)
- الصوت على هانسينما (الموسم 4)
- الصوت على موقع IMDb (الإنجليزية)
- الصوت على موقع روتن توميتوز (الإنجليزية)
- الصوت على موقع نتفليكس (الإنجليزية)
- الصوت على موقع كينوبويسك (الروسية)
- الصوت على موقع قاعدة بيانات الفيلم (الإنجليزية)